# 天桥街道 (锦州市)
天桥街道，是中华人民共和国辽宁省锦州市太和区下辖的一个乡镇级行政单位。

## 行政区划
天桥街道下辖以下地区：
天桥社区、下朱口社区、西海口社区、海景社区、天桥西村、中山堡村、尹家屯村和白马石村。